# أنقليس ثعباني سرجي واهن
أنقليس ثعباني سرجي واهن (الاسم العلمي: Ophichthus hyposagmatus) هو نوع من الأنقليس، يتبع فصيلة الأنقليس الثعباني.